# Heideimkerei

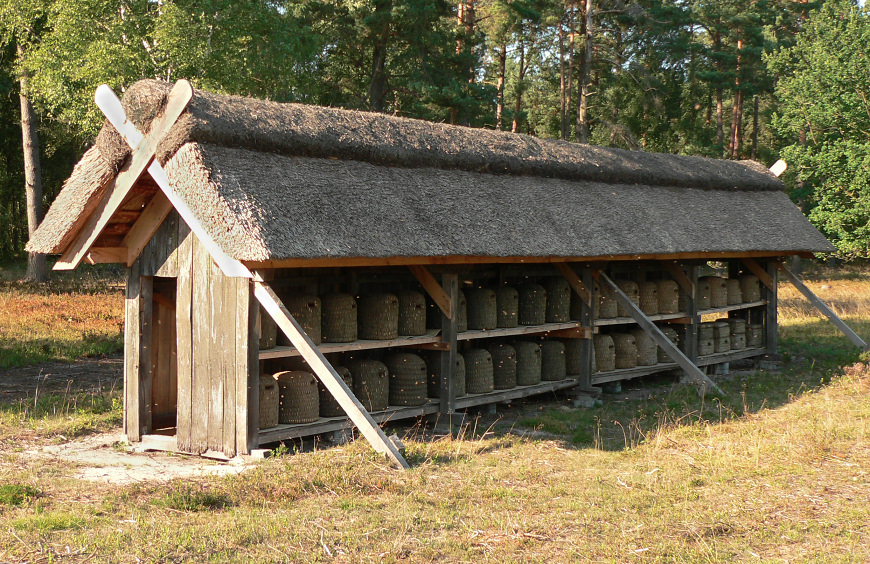
Bienenstand mit Strohkörben in der Lüneburger Heide nahe dem Wilseder Berg

Die Heideimkerei war eine besondere Art der Bienenhaltung, die Imker insbesondere in der Lüneburger Heide seit dem Mittelalter bis ins 19. Jahrhundert intensiv betrieben und die heute sehr selten ist. Sie wird auch als Lüneburger Schwarmbienenzucht, Lüneburger Heideimkerei oder Lüneburger Korbimkerei bezeichnet. Typische Kennzeichen waren aus Stroh geflochtene Bienenkörbe, die Nutzung der Heideblüte, häufiges Anwandern lohnender Trachten und die enorme Vermehrung der Bienenvölker durch Schwärme. Die Heideimkerei war ein bedeutender Teil der Heidebauernwirtschaft.

## Betriebsweise

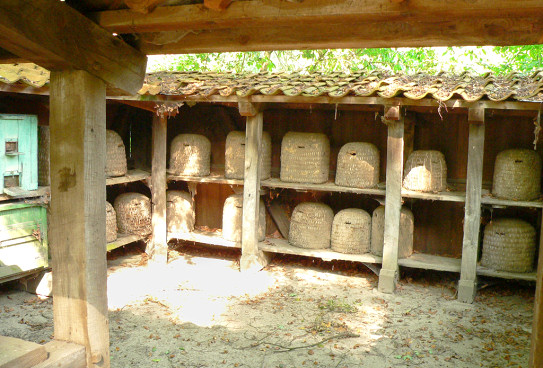
Bienenzaun mit Strohkörben im Heidemuseum Walsrode

Die Heideimkerei ist eine besondere imkerliche Betriebsweise zur Gewinnung von Heidehonig. Es handelt sich um eine Wander-Schwarmimkerei, bei der die Imker nur eine kleine Zahl von Bienenvölkern überwintern lassen. Im Frühjahr vermehren sie die Völkerzahl durch Bienenschwärme um das Vielfache, wobei Zahlen von mehreren hundert Völkern früher nicht ungewöhnlich waren. Durch diese Auslese auf früh und häufig schwärmende Bienen hat sich über die Jahrhunderte innerhalb der Heidegebiete die Heidebiene als ein extrem schwarmlustiger und robuster Ökotyp der Dunklen Europäischen Biene herausgebildet.
Genügend Raum zur Aufstellung boten die damals weit verbreiteten Bienenzäune. Als Bienenwohnung wurde ein aus Stroh geflochtener Korb eingesetzt, der Lüneburger Stülper, ab Mitte der 1920er-Jahre auch der Kanitzkorb. Da für die vielen, konzentriert an einem Platz aufgestellten Bienenvölker dort in der Regel nicht genügend Nahrung zu finden war, mussten Heideimker mit den Bienen lohnende Nektarquellen anwandern. Die vielen im Frühjahr aus Bienenschwärmen gebildeten neuen Bienenvölker sammelten im Spätsommer, meist im August und September, Honig auf den blühenden Heideflächen. Nach der Honigernte wurden die überzähligen Bienenvölker entweder durch Abschwefeln mit Schwefeldioxid getötet oder aus ihren Körben entfernt und als nackte Heidevölker ohne Waben verkauft.

## Geschichte

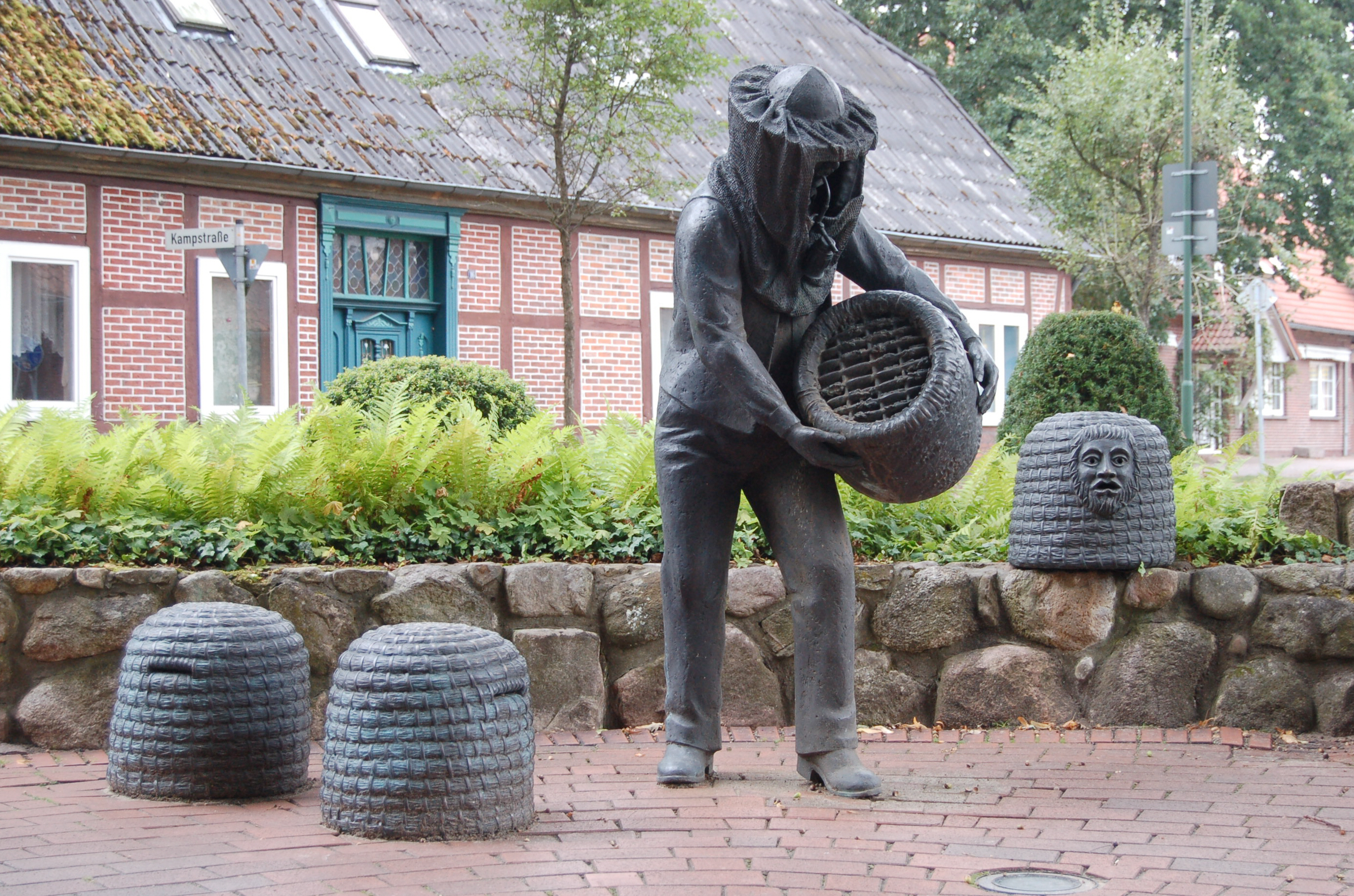
Denkmal für Imker mit Bienenkörben in Wietzendorf

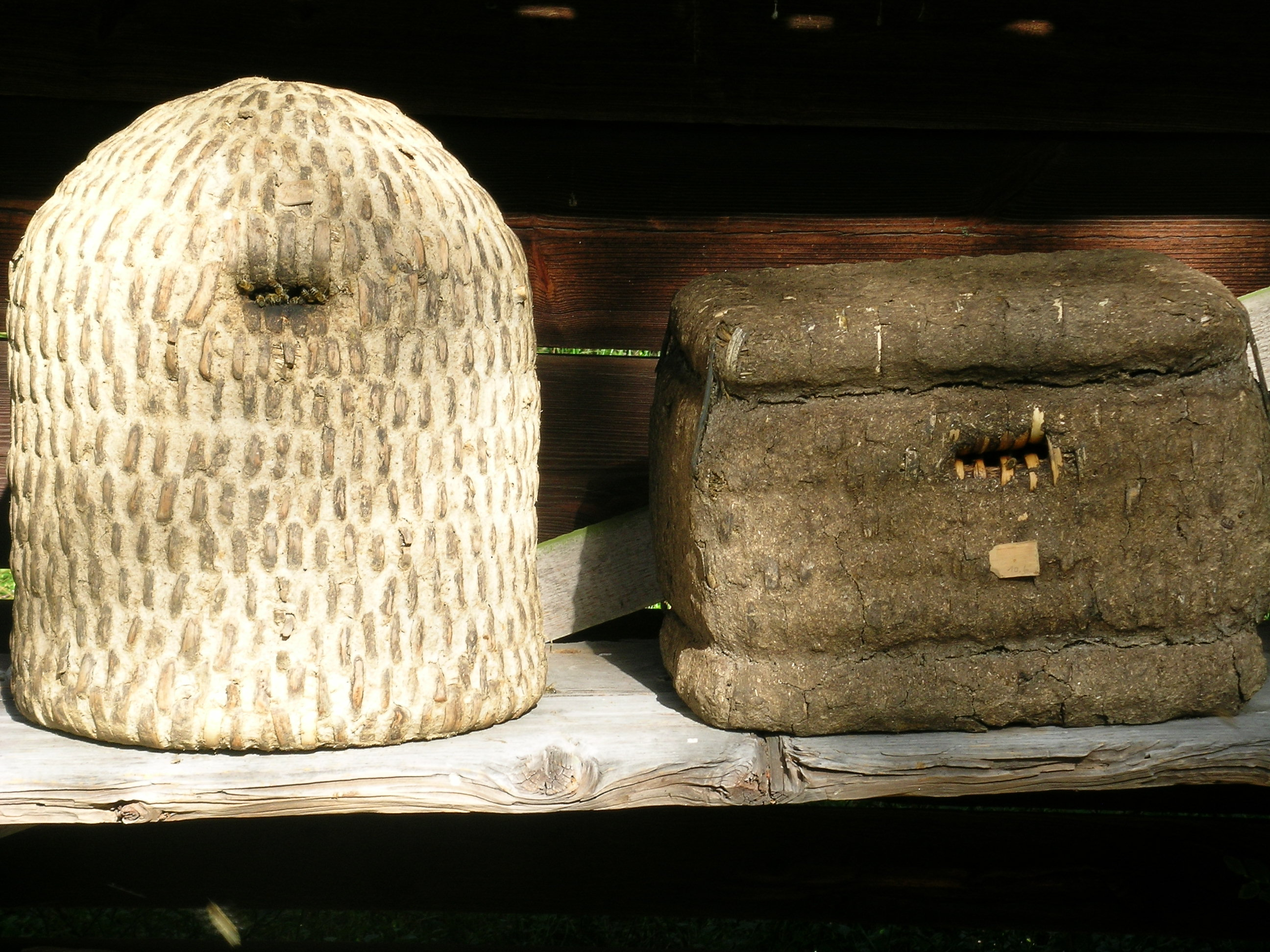
Lüneburger Stülper (links) und Kanitzkorb (rechts), beide aus Stroh

Die historische Korb- oder Heideimkerei produzierte über Jahrhunderte in der Lüneburger Heide Honig und Bienenwachs. Heidehonig war im Mittelalter ein begehrtes Wirtschaftsgut. Die Bienenhaltung war in den Kerngebieten der früheren Heide weit verbreitet, sodass zu fast jedem bäuerlichen Hof ein Bienenzaun gehörte. Die Landwirte beschäftigten dafür besondere Imkerknechte. Als großer Handelsplatz für den gewonnenen Heidehonig bildete sich Celle in der Südheide heraus. Hier gab es bereits im 16. Jahrhundert eine berufsmäßige Imkerei. Der Niedergang setzte in der zweiten Hälfte des 19. Jahrhunderts aufgrund unterschiedlicher Faktoren ein, die zum Rückgang von Heideflächen führten. Infolge der Flurbereinigung gab es keine Allmendeflächen mehr mit ihrem breiten Nektarangebot. Die Einführung von Mineraldünger ermöglichte auf Heideböden bessere Ernten und daher wurden Heideflächen in Ackerland umgewandelt. Moorböden mit Buchweizenanbau wurden zu Wiesen für die Viehwirtschaft umfunktioniert. Hinzu kamen großflächige Aufforstungen von Heideflächen mit schnellwüchsigen Kiefern.

## Gegenwart
Heute gibt es nur noch eine sehr geringe Anzahl von Imkereien in der Lüneburger Heide, die Bienen nach der historischen Art halten. Erzeugt wird dabei wie auch früher Scheibenhonig, der wegen seiner Seltenheit heute eine Spezialität ist. Scheibenhonig ist eine mit Honig gefüllte Bienenwabe.
Auch heute sind Heideflächen bei Imkern ein begehrter Aufstellungsplatz für Bienenvölker, um Heidehonig zu gewinnen. Dabei werden überwiegend moderne Magazin-Beuten statt der traditionellen Bienenkörbe genutzt. Die Ausnutzung der Heidetracht ist heutzutage belastend für die Bienenvölker, da sie während der Heideblüte im August bereits durch das Sammeln der Frühjahrs- und Sommertracht abgearbeitet sind. Dagegen nutzten die Bienenvölker in der traditionellen Heideimkerei diese Trachten nur zum Volksaufbau und der Höhepunkt der Volksentwicklung wurde gezielt auf die Zeit der Heideblüte gelegt. Anschließend wurden die Bienen als nackte Heidevölker ohne Waben verkauft oder abgetötet. In der heutigen Ganzjahresimkerei ist es für Bienenvölker günstiger, im August ihre Energie in das Erzeugen der langlebigen Winterbienen zu investieren, anstatt Honig zu sammeln. Hinzu kommt, dass es während der Heideblüte zu hohen Bienenverlusten durch Verfangen in Spinnennetzen kommen kann, wenn es keine Beweidung mit Heidschnuckenherden gibt.

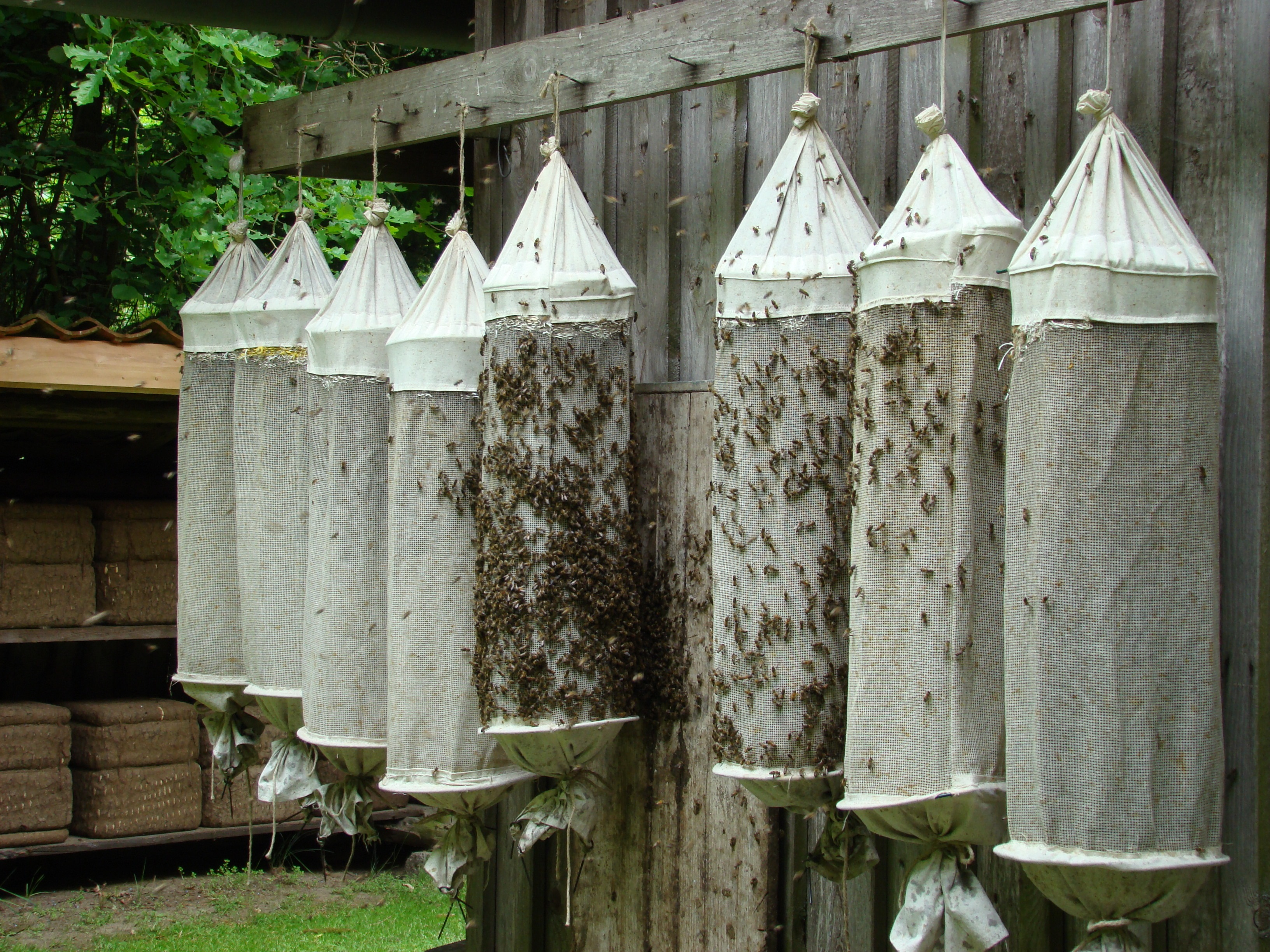
Schwarmsäcke mit eingefangenen Bienenschwärmen
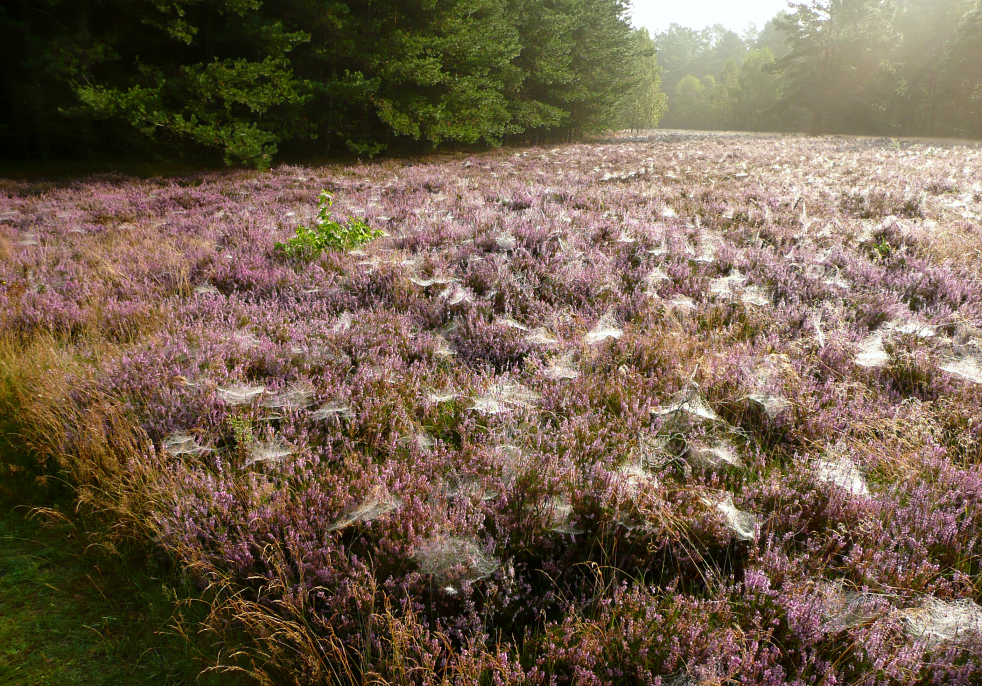
Spinnennetze auf blühenden Heideflächen führen zu Bienenverlusten
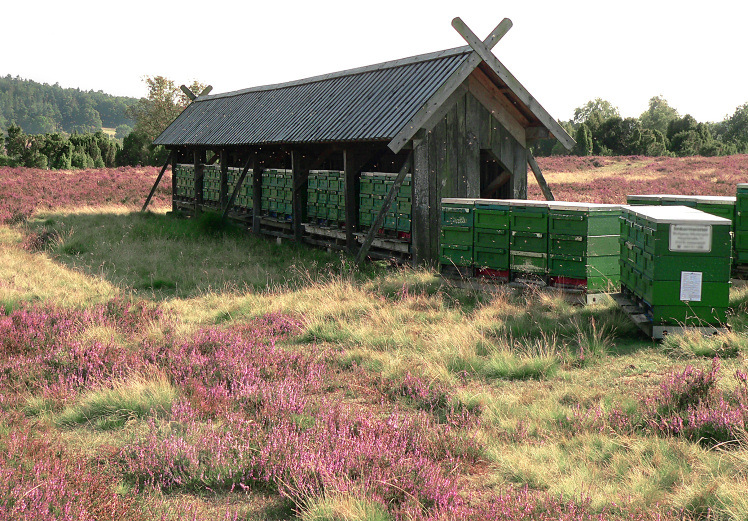
Bienenstand mit Magazin-Beuten am Wilseder Berg
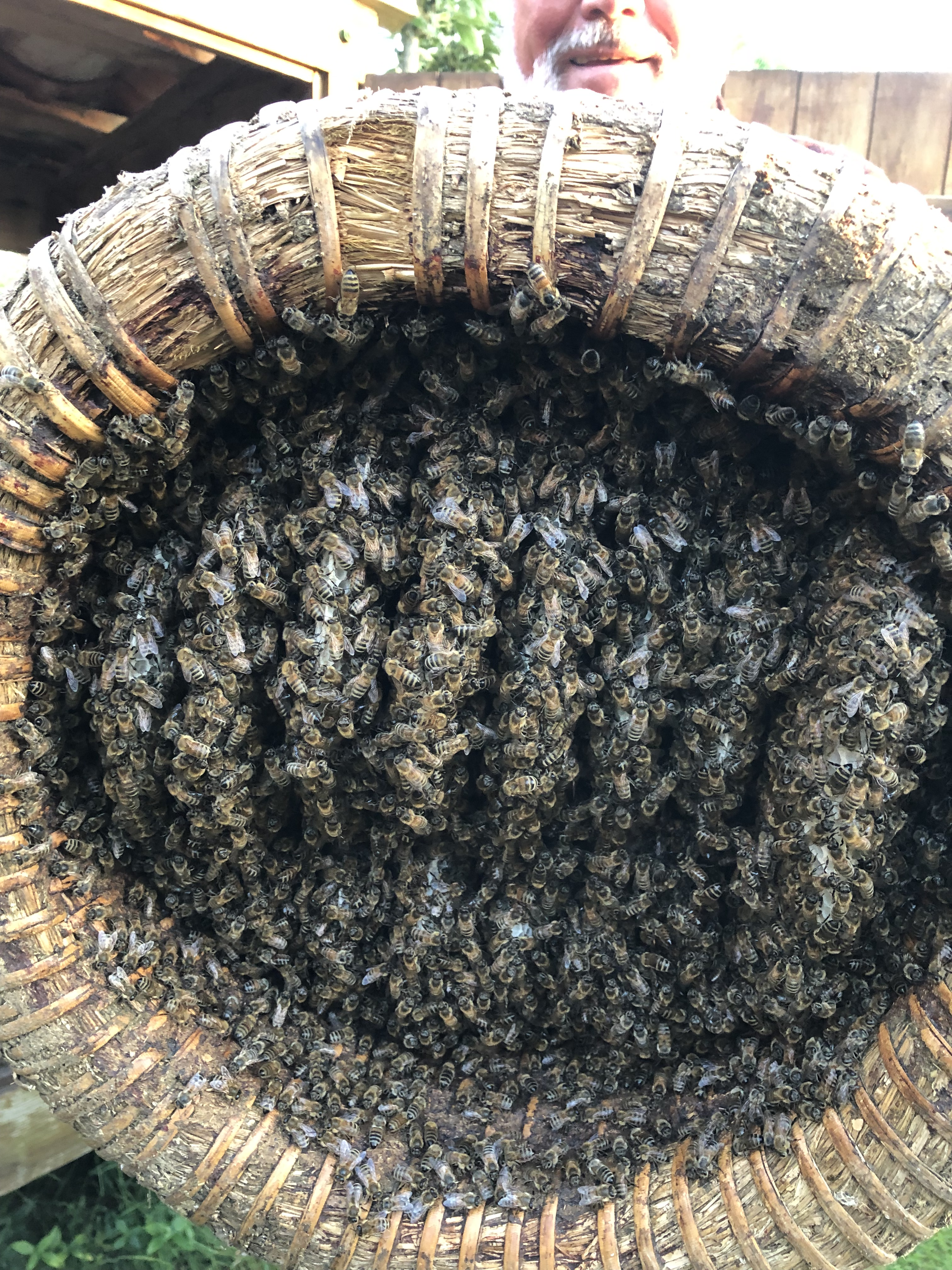
Lüneburger Stülper mit Bienen